# Resurrection Macabre
Resurrection Macabre è il quinto full-length del gruppo death metal Pestilence. Sebbene mostri un alto potenziale tecnico, con quest'album la band olandese fa ritorno a sonorità più primitive, brutali e molto meno sperimentali, se confrontato al predecessore Spheres: innanzitutto, scompare del tutto l'uso del sintetizzatore per chitarra.
Nuove registrazioni di "Chemo Therapy" (da Malleus Maleficarum), "Out of the Body" (da Consuming Impulse), e "Lost Souls" (da Testimony of the Ancients) sono presenti in qualità di bonus tracks.

## Tracce
1. Devouring Frenzy – 2:54
2. Horror Detox – 3:20
3. Fiend – 3:29
4. Hate Suicide – 4:18
5. Synthetic Grotesque – 3:57
6. Neuro Dissonance – 3:28
7. Dehydrated II – 3:47
8. Resurrection Macabre – 3:47
9. Hangman – 2:52
10. Y2H – 3:39
11. In Sickness And Death – 5:00

## Formazione
- Patrick Mameli - voce e chitarra
- Tony Choy - basso
- Peter Wildoer - batteria